# Dorfkirche Götz

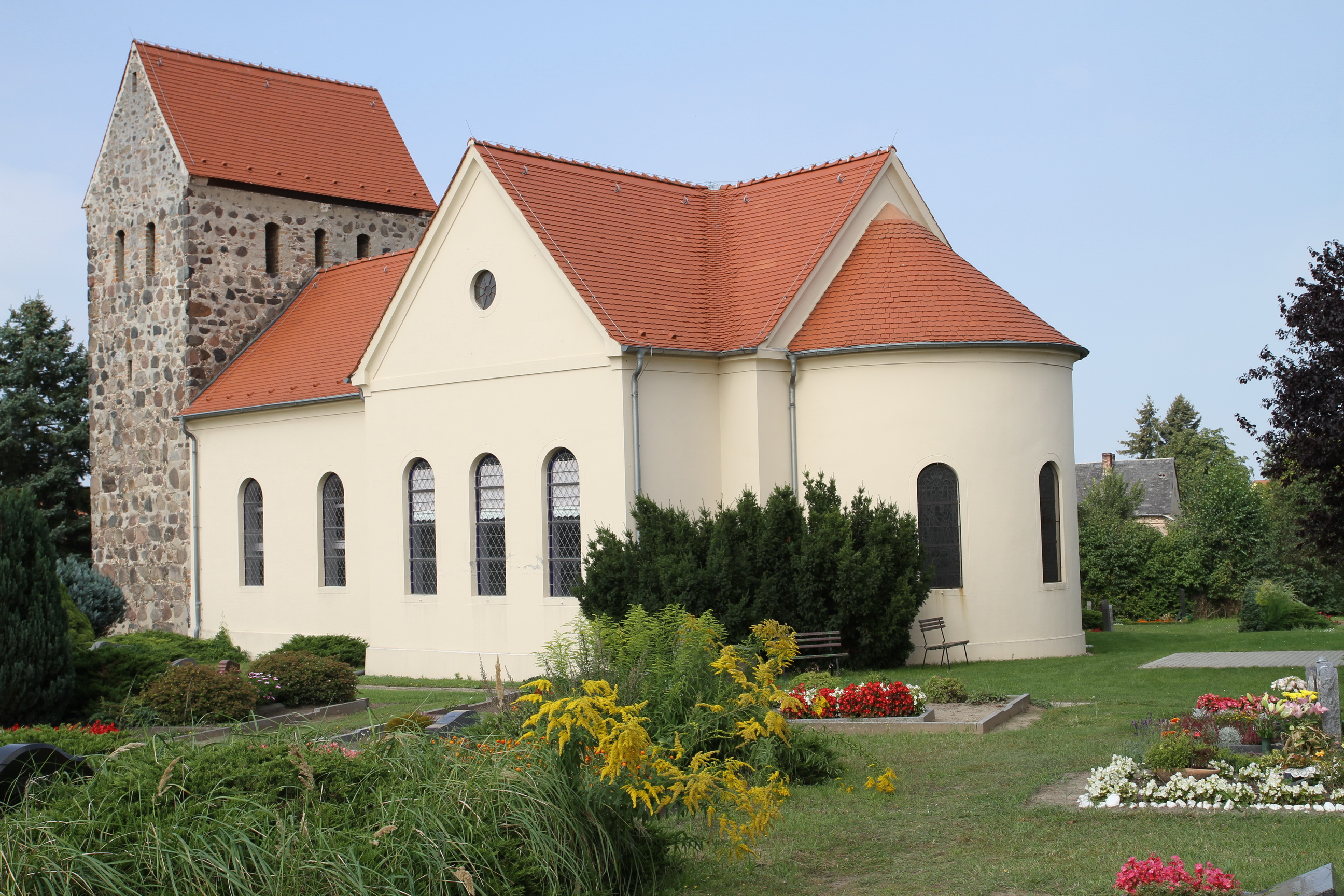
Dorfkirche Götz

Die evangelische, denkmalgeschützte Dorfkirche Götz steht in Götz, einem Ortsteil der Gemeinde Groß Kreutz (Havel) im Landkreis Potsdam-Mittelmark in Brandenburg. Die Kirchengemeinde gehört zum Kirchenkreis Mittelmark-Brandenburg der Evangelischen Kirche Berlin-Brandenburg-schlesische Oberlausitz.

## Beschreibung
Die Kirche in Götz steht östlich der Götzer Dorfstraße und ist im Vergleich zu den umliegenden Gehöften deutlich zurückgesetzt und somit kaum im Straßenbild zu erkennen. Die erste Erwähnung einer Kirche in Götz erfolgte im Jahr 1219 als Tochterkirche von Deetz.
Die Feldsteinkirche stammt im Kern aus dem 15./Anfang 16. Jahrhundert. Im März 1887 wurden von Maurermeister Carl Heinrich aus Werder erste Entwürfe für einen Umbau der Kirche eingereicht, die eine geringfügige Erweiterung nach Osten und den Anbau einer Apsis vorsahen. Beim zweiten Entwurf vom Oktober 1887 wurden jedoch Querarme hinzugefügt. Die Bauarbeiten wurden von Maurermeister August Eiserbeck aus Golzow in den Jahren 1889/90 durchgeführt. Die Endabrechnung erfolgte im Januar 1891. Die Saalkirche wurde somit zu einer Kreuzkirche umgestaltet. Es erfolgten der Einbau eines Querschiffs und einer eingezogenen Apsis im Osten aus verputzten Backsteinen im Rundbogenstil an das mittelalterliche Langhaus. Der querrechteckige Kirchturm aus Feldsteinen im Westen blieb erhalten. Sein oberstes Geschoss beherbergt hinter je drei Klangarkaden im Osten und Westen bzw. zwei im Norden und Süden den Glockenstuhl.
Im März 1954 wurde durch den zuständigen Kirchenbaurat Winfried Wendland eine Begehung durchgeführt, nach der beschlossen wurde, die Querhausemporen zu entfernen und unter der Westempore einen Gemeindesaal einzubauen sowie die Orgelempore zu verlängern, um die Seitenemporen zu verbinden. Zu dieser Zeit war die Kirche in einem ungepflegten Zustand. Das Dach war undicht, die Fenster beschädigt und der Zustand wurde allgemein als unbefriedigend empfunden. Die Kirchenausstattung, darunter die um 1900 aufgestellte Kanzel, die Farbfenster, die Beleuchtung und die Taufe, wurden als künstlerisch wertlos bezeichnet. Eine Renovierung des Innenraums durch das kirchliche Bauamt fand erst 1966 statt. Dabei wurde der Raum unter der Empore zur Winterkirche umgestaltet und vermutlich auch die Emporen in den Querarmen entfernt. Zeitgleich wurden neue Einrichtungsgegenstände beschafft, darunter ein neuer Altar, eine Kanzel und ein Taufbecken. Bei Renovierungsarbeiten im Jahr 2007 wurden Malerarbeiten im Innenraum durchgeführt und der originale Fußbodens wiederhergestellt.
Im Glockenstuhl hängen drei Kirchenglocken von 1921, die von der Glockengießerei Schilling und Lattermann aus Apolda gefertigt wurden und gesondert unter Denkmalschutz stehen. Die Glocken bestehen aus Stahl und sind unterschiedlich groß. Die kleinste Glocke wurde von der Familie Zander gestiftet. Die Glocken hängen an einem älteren, teilweise verblatteten Glockenstuhl und sind an Stahlträgern aufgehängt. Die Glocken ersetzten zwei Glocken, die 1775 von Johann Friedrich Thiele aus Berlin gegossen wurden. Die größere Glocke wurde im Ersten Weltkrieg eingeschmolzen, während die kleinere Glocke, die durch Umguss einer älteren Glocke mit Schmuckverzierung entstanden war, im Jahr 1920 noch vorhanden gewesen sein soll.
Die Orgel auf der Empore im Westen hat elf Register, ein Manual und ein Pedal. Sie wurde 1862 von Gottfried Wilhelm Baer gebaut und steht ebenfalls gesondert unter Schutz.